# Chlamydopsis reticulata
Chlamydopsis reticulata är en skalbaggsart som beskrevs av Lea 1910. Chlamydopsis reticulata ingår i släktet Chlamydopsis och familjen stumpbaggar. Inga underarter finns listade i Catalogue of Life.